# Eduardo Silva Correia
Eduardo Henriques da Silva Correia GCSE (Lisboa, 1 de Outubro de 1915 -  21 de Fevereiro de 1991) foi um jurista, professor universitário e político português.
Exerceu a cátedra na Faculdade de Direito da Universidade de Coimbra (década de 1940 / década de 1990), formando Escola, onde se contam como discípulos os Profs. Jorge Figueiredo Dias, Manuel Costa Andrade e José Francisco Faria Costa. Ocupou os cargos de Ministro da Educação e da Cultura no I Governo Provisório de Portugal e de Ministro da Justiça no IV Governo Constitucional (1978-1979).

## Cargos exercidos
Presidente do Conselho Directivo da Faculdade de Direito de Coimbra. Presidente do Conselho Científico da Faculdade de Direito de Coimbra. Ministro da Educação e da Cultura. Ministro da Justiça. Membro da Comissão Constitucional. Presidente da Comissão de Reforma do Código Penal e do Código de Processo Penal. Presidente do Grupo Português da Associação Internacional de Direito Penal. Director do Instituto de Criminologia de Coimbra. Presidente da Comissão Instaladora da Faculdade de Economia de Coimbra.

## Distinções
- Membro da “Fondation Internationale Pénal et Pénitentiaire”
- Grã-Cruz da Antiga, Nobilíssima e Esclarecida Ordem Militar de Sant'Iago da Espada, do Mérito Científico, Literário e Artístico de Portugal (3 de Agosto de 1983)[4]
- Comendador da Ordem Nacional do Cruzeiro do Sul do Brasil
- Comendador da Ordem de Rio Branco do Brasil
- Comendador da Ordem do Mérito da República Italiana de Itália
- Excelentíssimo Senhor Grã-Cruz da Ordem da Cruz de São Raimundo de Penhaforte de Espanha
- Grã-Cruz do Mérito da Ordem do Mérito da República Federal da Alemanha[2]

## Publicações
Doutrina
— A teoria do tipo normativo de agente, 19, 1943, p. 11-25.

— A conversão dos negócios jurídicos ineficazes, 24, 1948, p. 360-389.

— Assistência Prisional e Post-Prisional, Supl. 15, Homenagem ao Doutor José Alberto dos Reis, I, 1961, p. 337-376.

— Apresentação, Supl. 16, Estudos «In Memoriam» do Prof. Doutor José Beleza dos Santos, 1, 1966, p. inum.

— La prison, les mesures non-institutionelles et le project du code pénal portugais de 1963, Supl. 16, Estudos «In Memoriam» do Prof. Doutor José Beleza dos Santos, 1, 1966, p. 229-314.

— A influência de Franz V. Liszt sobre a Reforma Penal Portuguesa, 46, 1970, p. 1-34.

— Direito Penal e Direito de mera ordenação social, 49, 1973, p. 257-281.

—  Estudo sobre a evolução histórica das penas no direito português, 53, 1977, p. 51-310.

— Le travail au profit de la communauté et le Nouveau Code Pénal Portugais, 64, 1988, p. 159-167.
Discursos célebres
— Doutoramento «Honoris causa» de Sua Excelência o Chefe do Estado Espanhol, Generalíssimo Francisco Franco Bahamonde. Discursos dos Doutores Guilherme Braga da Cruz e Eduardo Henriques da Silva Correia, 25, 1949, p. 421-435.

— Doutoramento solene do Dr. João Antunes Varela. Discursos proferidos pelos Doutores Afonso Rodrigues Queiró e Eduardo da Silva Correia, 26, 1950, p. 219-226.

— Doutoramento «Honoris causa» do Prof. Doutor Ernesto de Morais Leme. Discursos dos Doutores Eduardo Henriques da Silva Correia e João de Matos Antunes Varela, 28, 1952, p. 302-321.

— Doutoramento «Honoris causa» do Chefe do Estado do Brasil, Dr. João Café Filho. Discursos proferidos pelos Profs. Doutores Afonso Rodrigues Queiró e Eduardo Henriques da Silva Correia, 31, 1955, p. 380-397.

— Prof. Dr. José Beleza dos Santos. Homenagem por ter atingido o limite de idade. Discursos dos Doutores Cabral de Moncada e Eduardo Henriques da Silva Correia e do Lic. Francisco de Assis Ferreira de Faria, 31, 1955, p. 404-427.

— Doutoramento solene dos Doutores José João Gonçalves de Proença, José Júlio Pizarro Beleza, Rogério Guilherme Ehrhardt Soares e Francisco Manuel Pereira Coelho. Discursos proferidos pelos Professores Doutores Afonso Rodrigues Queiró e Eduardo Henriques da Silva Correia, 33, 1957, p. 305-323.

— Doutoramento «Honoris causa» de José de Azeredo Perdigão. Oração do Doutorando. Discursos dos Professores Doutores Eduardo Henriques da Silva Correia e Mário Júlio Brito de Almeida Costa. Brinde do Reitor, Doutor Guilherme Braga da Cruz e Discurso do Doutor José de Azeredo Perdigão, 38, 1962, p. 257-287.

— Homenagem ao Professor Doutor José Beleza dos Santos. Conferência pelo Doutor Eduardo Henriques da Silva Correia, 49, 1973, p. 473-488.

## Funções governamentais exercidas
- I Governo Provisório de Portugal
  - Ministro da Educação e da Cultura[2]
- IV Governo Constitucional
  - Ministro da Justiça[2]